# Parelhoenders
Parelhoenders (Numididae) zijn hoenderachtige vogels. Ze worden ook wel poelepetaten of stipkippen genoemd (van poule-pintade, in het Frans heet een parelhoen een pintade). De familie telt zes soorten en diverse ondersoorten.

## Kenmerken
Het parelhoen komt oorspronkelijk uit Afrika en lijkt enigszins op de kalkoen. Het heeft een kale kop met lellen en witte stippen op het verenkleed.
Parelhoenders worden vooral als siervogels gehouden, bijvoorbeeld op kinderboerderijen.

## Leefwijze
Het voedsel bestaat uit allerlei soorten zaden, oud brood, insecten, miereneieren en groenvoer. 

## Voortplanting
Het legsel bestaat meestal uit 24 tot 26 crèmekleurige eieren, die in ongeveer 25 dagen worden uitgebroed.

## Gastronomie
Parelhoenders worden ook gefokt voor hun vlees. Parelhoen heeft een lichte wildsmaak. Voor de bereiding komen alle fazantenrecepten in aanmerking.

## Taxonomie
- Geslacht Acryllium (1 soort: Gierparelhoen)
- Geslacht Agelastes (2 soorten: Kalkoenparelhoen en Zwart parelhoen)
- Geslacht Guttera (4 soorten: Kuifparelhoen, Blauwkopkroonparelhoen, Roodkopkroonparelhoen en Geelnekkroonparelhoen).
- Geslacht Numida (1 soort: Helmparelhoen)

Het volgende cladogram is gebaseerd op een onderzoek uit 2021. Uit dit onderzoek blijkt dat de familie van de parelhoenders rond 40 miljoen jaar geleden is ontstaan en dat de huidige soorten zich in de afgelopen 10 miljoen jaar hebben ontwikkeld. 
|  | Acryllium |
|  |           |
|  | Guttera   |
|  |           |

|  | Agelastes |
|  |           |
|  | Numida    |
|  |           |

|  | Acryllium |
|  |           |
|  | Guttera   |
|  |           |

|  | Agelastes |
|  |           |
|  | Numida    |
|  |           |

## Tullepetaon
Tijdens het carnaval staat het West-Brabantse Roosendaal bekend als Tullepetaonestad. Het woord Tullepetaon, zoals de Roosendaler zich met carnaval noemt, is door letteromzetting en klankomwisseling ontstaan uit het woord Poelepetaat (gebaseerd op poule pintade, het Franse woord voor parelhoen). Op De (Oude) Markt in de stad staat een standbeeld van De Tullepetaon door kunstenaar Léon Vermunt, dat een Parelhoen met Carnavalssteek en boerenkiel voorstelt. 
Grootpoothoenders · Sjakohoenders en hokko's · Fazantachtigen · Odontophoridae · Parelhoenders